# Selenia tetralunaria
L’Ennomos illustre
Espèce
Selenia tetralunaria, l’Ennomos illustre, est une espèce de lépidoptères (papillons) de la famille des Geometridae et de la sous-famille des Ennominae.

## Dénomination
L'espèce a été décrite par l’entomologiste allemand  Johann Siegfried Hufnagel en 1767.

### Noms vernaculaires
L’ennomos illustre se nomme Purple Thorn en anglais et Mondfleckspanner en allemand.
Ne pas confondre avec les espèces de papillons du genre Ennomos.

## Description
L’ennomos illustre présente deux formes, une de printemps et une d'été.
Le corps est trapu, de couleur beige foncé.
Les ailes sont de couleur beige et marron roux en deux grandes bandes, une allant de la base à la moitié de l'aile marron roux marbré et l'autre beige, à séparation onduleuse.

## Biologie

### Période de vol et hivernation
Il vole en deux générations, de mars à mai et de juin à août.

### Plantes hôtes
Les larves se développent sur : Betula verrucosa, Betula pubescens, Alnus incana, Rosa spp., Malus domestica, Prunus padus, Fraxinus excelsior.

## Écologie et distribution
Il occupe toute l'Europe. Il serait présent dans toute la France mais il n'y a pas de données pour la Corse, l'Aveyron, l'Hérault, les Pyrénées-Orientales, les Bouches-du-Rhône, les Alpes-de-Haute-Provence, la Haute-Vienne et l'Allier.

### Biotope
Il fréquente les bois de feuillus plutôt humides, surtout en plaine. On peut le trouver posé le jour sur les troncs.

### Protection
L’Ennomos illustre n'est pas protégé.